# Leo Rudolf Raubal Jr.
Leo Rudolf Raubal (Linz, 12 de outubro de 1906 — Espanha, 18 de agosto de 1977) foi um professor, soldado e empresário. Filho de Leo Raubal (Sr.) e sua esposa Angela Hitler (meia-irmã de Adolf Hitler).
Leo Raubal Jr. trabalhou em Salzburgo como professor de química. Visitava sua mãe de forma esporádica, quando morava em Berchtesgaden. De acordo com William Patrick Stuart-Houston, Leo não gostava de seu tio Adolf e o culpava pela morte de sua irmã Geli Raubal. Isso não pode ser confirmado porque (segundo o historiador Werner Maser) Leo afirmou em 1967 que Hitler era "absolutamente inocente". Leo Raubal era, assim como seu primo mais novo, Heinz Hitler, mas ao contrário de William Patrick Hitler, um "sobrinho favorito do líder", e Hitler gostava de passar o tempo com ele.
Antes da guerra, tornou-se gerente da Siderúrgica Linz. Em outubro de 1939, foi convocado para a Luftwaffe e foi tenente do corpo de engenharia. Ele se parecia com Adolf Hitler e, por vezes, atuou como dublê de Hitler durante a guerra.
Foi ferido em janeiro de 1943 durante a Batalha de Stalingrado, e Friedrich Paulus solicitou a Hitler um plano para evacuar Raubal para a Alemanha. Hitler se recusou e Raubal foi capturado pelos soviéticos em 31 de janeiro de 1943. Hitler deu ordens para verificar a possibilidade de uma troca de prisioneiros com os soviéticos com o filho de Josef Stalin, Yakov Dzhugashvili, que estava no cativeiro alemão desde 16 de julho de 1941. Stalin, que não gostava muito de Yakov [carece de fontes?], se recusou a trocá-lo, seja por Raubal ou por Friedrich Paulus, e afirmou "guerra é guerra".
Raubal ficou detido em prisões de Moscou e foi libertado pelos soviéticos em 28 de setembro de 1955, e retornou para a Áustria. Viveu e trabalhou em Linz como professor. Faleceu durante um período de férias na Espanha e foi enterrado em 7 de setembro de 1977, em Linz. Leo Raubal Jr. teve um filho Pedro (nascido em 1931), que é (juntamente com o filho de Elfriede [irmã de Leo Jr.], Heiner Hochegger, e os três filhos de William Patrick Hitler), o parente vivo mais próximo Adolf Hitler. Pedro Raubal é um engenheiro aposentado que vive em Linz, na Áustria.